# Biscutella morisiana
Biscutella morisiana là một loài thực vật có hoa trong họ Cải. Loài này được Raffaelli mô tả khoa học đầu tiên năm 1991.